# Хоссам Ельдін Мохамед Алі
Хоссам Ельдін М. Алі (англ. Hossam Eldeen M. Aly) (20 липня 1967) — єгипетський дипломат. Надзвичайний і Повноважний Посол Єгипту в Україні.

## Біографія
У 1980 році закінчив Олександрійський університет, здобув ступінь бакалавра економіки і ділового адміністрування. У 1985 закінчив Берлінський вільний університет, факультет міжнародних відносин.
З липня 2007 по серпень 2011 — старший радник з питань роззброєння та міжнародної безпеки Постійного представництва Єгипту при Організації Об'єднаних Націй у Нью-Йорку.
З жовтня 2013 по вересень 2015 — повноважний міністр з питань роззброєння Міністерства закордонних справ Єгипту.
23 серпня 2016 року — вручив копії вірчих грамот Заступнику Міністра закордонних справ України з питань європейської інтеграції Олені Зеркаль.
29 серпня 2016 року — вручив вірчі грамоти Президенту України Петру Порошенку.